# マルタ・シャルガイ
マルタ・シャルガイ・カサデモント（カタルーニャ語: Marta Xargay Casademont、1990年12月20日 - ）は、スペインの女子プロバスケットボール選手。WNBAのフェニックス・マーキュリー、チェコリーグのUSKプラハ、そしてバスケットボール女子スペイン代表に所属している。

## 来歴
2011年ユーロバスケットよりナショナルチームに選ばれる。 CBアベーニダ時代に女子ユーロリーグ2010-11優勝。スペインリーグでプレーした後、2015年よりUSKプラハとフェニックス・マーキュリーに移籍。